# Vladimir Mažuranić
Vladimir Mažuranić, född 16 oktober 1845 i Karlovac, död 17 januari 1928 i Zagreb, var en kroatisk jurist och historiker. Han var son till Ivan Mažuranić och far till barnboksförfattaren Ivana Brlić-Mažuranić.
Mažuranić studerade juridik vid universiteten i Wien och Zagreb, där han 1866 avlade statsexamen. Han blev 1867 rättsadjunkt, var 1871–73 magistratsdomare i Karlovac, 1873–75 åklagare i Ogulin och 1875–78 viceprefekt i Karlovac. Efter ockupationen av Bosnien och Hercegovina 1878 blev han fälttygmästare Joseph Philippovich von Philippsbergs civile medhjälpare. 
Då Mažuranić inte kunde fullfölja sina planer om reglering av den rådande livegenskapen återvände han hem och blev viceprefekt i Jastrebarsko. År 1884 blev han sektionsråd i den kroatisk-slavonsk-dalmatiska regeringens justitiedepartement, 1895 vicepresident och 1898 president i banaltaffeln i Zagreb, där han verkade fram till sin pensionering 1912.
Mažuranić skrev dikter och teaterpjäser, biografiska och historiska avhandlingar samt utarbetade en betydelsefull historisk ordbok över kroatisk juridisk terminologi. Han var ordinarie ledamot av och 1918–21 president i Sydslaviska akademien i Zagreb. Han var hedersdoktor vid Zagrebs universitet, hedersledamot av de polska och tjeckiska akademierna samt av vetenskapssocieteten i Lwów.